# Арансас (окръг, Тексас)
Окръг Арансас (на английски: Aransas County) е окръг в щата Тексас, Съединени американски щати. Площта му е 1368 km², а населението – 23 818 души (2012). Административен център е град Рокпорт.